# Karl Königshofer
Karl Königshofer (* 21. April 1787 in Rein, Gratwein-Straßengel; † 28. Juni 1861 in Graz) war ein österreichischer Brauerei- und Realitätenbesitzer sowie Abgeordneter des österreichischen Reichstages von 1848/49.

## Leben
Karl Königshofer war ein Sohn des Anwaltes des Zisterzienserstiftes Rein. Nach mehrjähriger landwirtschaftlicher Praxis kam er 1806 als Gutsverwalter eines Besitzes des Stifts Vorau nach Peggau. Ab 1815 bewirtschaftete er einen Besitz am Steinfeld bei Graz, den er 1825 käuflich erwarb. Königshofer baute die dazugehörige Brauerei aus, erwarb gemeinsam mit seinem Braumeister Franz Hold mehrere einschlägige Patente und förderte den Anbau von Hopfen in der Steiermark. Wegen dieser Verdienste wurde er Obervorsteher der Brauerinnung und Ausschussmitglied der k. k. steirische Landwirtschaftsgesellschaft. 1848 trat Königshofer der Grazer Nationalgarde bei und wurde im gleichen Jahr Mitglied des provisorischen Landtages sowie des konstituierenden Reichstages im Kaisertum Österreich. Sein Name stand auch auf der Vorschlagsliste für die Frankfurter Nationalversammlung. Aufgrund von wirtschaftlichen Schwierigkeiten verkaufte er 1853 seinen Besitz an Johann Peter von Reininghaus, der die Brauerei zu einer der größten Österreichs ausbaute.